# Idrissa Touré
Idrissa Touré (Berlijn, 29 april 1998) is een Duitse voetballer van Guineese afkomst die doorgaans als centrale middenvelder speelt.

## Carrière
Touré speelde in de jeugdopleiding van Tennis Borussia Berlin en vertrok in 2015 naar RB Leipzig. Daar debuteerde hij op 13 maart 2016 in het eerste elftal tijdens een thuiswedstrijd tegen TSV 1860 München, als invaller voor Massimo Bruno.
Touré werd geselecteerd voor achtereenvolgens het Duits voetbalelftal onder 18 en 19 jaar. Tijdens een trip met het nationale elftal naar Albanië zou hij samen met ploeg- en clubgenoot Vitaly Janelt verantwoordelijk zijn voor een brand in een hotelkamer. Touré en Janelt werden daarna zowel door RB Leipzig als door de Duitse voetbalbond geschorst.
Drie maanden later vertrok de middenvelder naar FC Schalke 04 waar hij de rest van het seizoen in het tweede elftal speelde. In juni 2017 verruilde hij Schalke voor Werder Bremen. In het tweede elftal ontwikkelde hij zich tot basisspeler en verdiende daarmee een driejarig contract. In juli 2018 behoorde Touré een van de 100 genomineerden voor de Golden Boy-award van 2018, de prestigieuze prijs voor het meest veelbelovende talent van Europa.
In de voorbereiding van het seizoen 2018/19 sloot de middenvelder voor een tiendaagse proefperiode aan bij VVV-Venlo, maar de Venlose eredivisionist besloot na een paar dagen al niet met hem verder te gaan.
In september 2020 huurde Vitesse Touré voor één seizoen van Juventus FC. Vitesse reikte tot de finale van de KNVB Beker, maar verloor deze met 2-1 van AFC Ajax. Hij verving in dit duel Loïs Openda in de 65e minuut.

## Clubstatistieken
| Seizoen         | Club            | Competitie      | Competitie | Competitie | Beker | Beker | Europees | Europees | Totaal | Totaal |
| Seizoen         | Club            | Competitie      | Wed.       | Dlp.       | Wed.  | Dlp.  | Wed.     | Dlp.     | Wed.   | Dlp.   |
| --------------- | --------------- | --------------- | ---------- | ---------- | ----- | ----- | -------- | -------- | ------ | ------ |
| 2020/21         | →Vitesse        | Eredivisie      | 20         | 1          | 2     | 0     | —        | —        | 22     | 1      |
| Carrière totaal | Carrière totaal | Carrière totaal | 20         | 1          | 2     | 0     | 0        | 0        | 22     | 1      |